# بیسابولول
بیسابولول (به انگلیسی: Bisabolol) یک ترکیب شیمیایی با شناسه پاب‌کم ۱۰۵۸۶ است. این ترکیب در اسانس بابونه موجود است.